# Juan Vicente Camacho
Juan Vicente Camacho (Caracas, 8 de julio de 1829 - París, 4 de agosto de 1872), fue un escritor, pintor y diplomático venezolano, representante del romanticismo venezolano y uno de los primeros autores de literatura fantástica y de ciencia ficción en Venezuela.

## Biografía

### Primeros años
Juan Vicente de la Trinidad Camacho Clemente nació en Caracas en 1829, hijo de Gabriel Camacho y Valentina Clemente Bolívar (sobrina del libertador Simón Bolívar).
Camacho realizó sus estudios en el Colegio de la Independencia de Caracas y en la Universidad Central de Venezuela. Desde muy joven fue aficionado a la pintura, recibiendo clases de dibujo de Arnaud Paillet.  En ese colegio, Camacho fue condiscípulo de Arístides Rojas y Cristóbal Rojas Acosta (padre del pintor Cristóbal Rojas).

### Inicios de su carrera literaria
Camacho fue un escritor precoz. Era todavía un adolescente, cuando ya publicaba versos y artículos en La Prensa de Caracas.
Con apenas 18 años, en 1847 publicó bajo el seudónimo Terepaima, la novela de corte costumbrista Juana, la morena.
En 1953 es nombrado Secretario de la Legación de Venezuela en París.

### Lima (1853-1872)
Camacho llegó a Lima en 1853, a la edad de 24 años como Secretario de la Legación venezolana, donde también ejercerá el cargo de agregado cultural. Posteriormente, en 1857 es nombrado Cónsul de Venezuela en esta ciudad.
En Lima publicará gran parte de su obra y gozará de la amistad de autores como José Antonio de Lavalle y Ricardo Palma. Allí, asistió a la fundación de La Revista de Lima el 1 de octubre de 1859 por José Antonio de Lavalle. Formó parte sus firmas recurrentes junto con Juana Manuela Gorriti, Toribio Pacheco, Luis Benjamín Cisneros, Mariano Álvarez, Francisco Laso y Felipe Pardo y Aliaga. De esta época son sus cuentos La estatua de bronce (1854) y Confesión auténtica de un ahorcado resucitado (1861), considerados como los primeros ejemplos de literatura fantástica y de ciencia ficción en Venezuela.
Ingresa en 1860 al Ministerio de Relaciones Exteriores del Perú para desempeñar el cargo de traductor oficial del inglés, francés e italiano.
Posteriormente, en 1863, al regresar Ricardo Palma de su destierro chileno, asumirá junto con Camacho la dirección de La Revista de Lima.Entre 1864 y 1865, enferma de tuberculosis y del invierno limeño, refugiándose en Jauja.
En 1867 es nombrado Ministro Plenipotenciario de Perú en EE.UU y en 1868 regresa a Perú como traductor oficial del Ministerio de Relaciones Exteriores.
En 1869 se incorpora como Miembro Correspondiente Extranjero de la Real Academia Española. Ricardo Palma le dedica su leyenda ¡Pues bonita soy yo, la Castellanos! (1870), integrada en Tradiciones peruanas: " 

### Muerte
Finalmente, en 1872, Camacho viaja a España, con escala en París, buscando un clima adecuado a su enfermedad. Encontrándose de paso en París, el 4 de agosto de 1872, muere. Lo acompañaba su única hija Valentina.

## Legado
Sus cuentos La estatua de bronce (1854) y Confesión auténtica de un ahorcado resucitado (1861), son considerados como los primeros ejemplos de literatura fantástica y de ciencia ficción, respectivamente, escritas por un autor venezolano.La estatua de bronce sería además, según Carlos Sandoval, uno de los primeros cuentos fantásticos latinoamericanos, juntos con relatos de Juan Montalvo o Antonio Ros de Olano y un ejemplo temprano del gótico latinoamericano.
Sobre estos cuentos, dice el crítico peurano Estuardo Núñez Hague: "Estos relatos tienen la tónica de las narraciones extraordinarias de Edgar Allan Poe y surge para nosotros la pregunta de si Camacho pudo haber conocido o no la obra de Poe. Es probable que sí, pues la difusión francesa de Poe, a través de Baudelaire, era ya plena desde mediados del siglo y Camacho era muy buen lector de libros y periódicos franceses, como se demuestra desde las páginas de El Heraldo, de Lima (1854 a 1855). De otro lado, precisamente las narraciones extrañas de Poe, o sean sus cuentos antes que su poesía, se publicaron en Lima por vez primera en El Instructor Peruano, en 1847. A espíritu tan inquieto como el de Camacho no podían haber pasado inadvertidas esas nuevas expresiones literarias del escritor norteamericano cuya fama adquiría contorno universal en ese momento."
Su poesía se encuentra antologada en el Parnaso venezolano de Julio Calcaño.
En 1962, su obra será compilada por Estuardo Núñez Hague en un volumen denominado Tradiciones y relatos. Núñez también incluirá sus "tradiciones" dentro de la antología Tradiciones hispanoamericanas, editada por la Biblioteca Ayacucho.
Más recientemente, en 2020, Carlos Sandoval incluirá dos de sus cuentos en la antología Cuentos fantásticos, de la Biblioteca Ayacucho.

## Obra

### Novela
- Juana, la morena (1847)
- De quién a quién. Historia del célebre caballero don Álvaro Sancho Dávila (1861)

### Tradiciones
- La Virgen de La Soledad (1854)
- El noveno mandamiento (1860)
- Recuerdos de antaño (1860)
- No hay plazo que no se cumpla ni deuda que no se pague (1860)
- La décima feliz (1860)
- Furens amoris (1860)
- El robo de la moneda (1860)

### Relatos
- La estatua de bronce (1854)
- Confesión auténtica de un ahorcado resucitado (1861)
- Una página de Homero (1861)
- Un banquero como pocos (1861)
- ¡No era ella! (1862)

### Ensayo
- Ligeras reflexiones sobre la cuestión de México (1862)
- Apuntes para la biografía del Mariscal Blas Cerdeña (1854)
- Cartas turcas (1861)

### Poesía
- Primer libro de las poesías (1872)
- Poemas (1889)

### Teatro
- Búscale tres patas al gato; ensayo dramático (1854)
- ¡Pobre indio! (1868, zarzuela)

### Antologías
- Tradiciones y relatos (1962)